# Opera North
Opera North est une compagnie d'opéra basée a Leeds et fondée en 1977. Le théâtre dans lequel il se produit est généralement le Leeds Grand Theatre, mais il joue également au Theatre Royal, Nottingham (en), au Lowry Centre, Salford Quays et au Theatre Royal, Newcastle upon Tyne. L'orchestre de la compagnie, Orchestra of Opera North, fait partie de cet opéra.